# Atentát na střední
Atentát na střední (orig. Assassination of a High School President) je americká filmová kriminální komedie z roku 2008 režírované Brettem Simonem. Film měl premiéru na Sundance Film Festival 2008, pak měl být uveden do kin, ale jeho distributor Yari Film Group vyhlásil bankrot, a tak byl snímek vydán přímo na DVD.

## Děj
Bobby Funke je nepopulární druhák na střední škole, který má sen dostat se do letního novinářského programu Northwestern University. Ačkoli tvrdí, že je dobrý novinář, nikdy žádný článek pro školní noviny nedokončil. Šéfredaktorka Clara dá Bobbymu za úkol napsat článek o prezidentovi studentské samosprávy Paulu Mooreovi. Bobby se pokusí získat interview, ale nemůže Paula přemluvit a navíc je jeho kamarády šikanován. Paul je hvězdou basketbalového týmu a při jednom zápase se zraní. Druhý den ráno ředitel Kirkpatrick zjistí, že byly z jeho kanceláře odcizeny výsledky testů. Kirkpatrick shromáždí "obvyklé podezřelé" spolu s Bobbym. Skupina je nevinná, ale ředitel je varuje, aby se hlídali, kam chodí.
Když Bobbyho požádá o pomoc při hledání testů Francesca Facchini, objeví příběh, o němž by mohl napsat. Po vyšetřování z krádeže obviní Paula Moorea. Kirkpatrick potom přikáže Mooreovi otevřít skříňku a z ní testy vypadnou. Díky odhalení se Funke stává jedním z nejznámějších studentů školy. Clara ho doporučí na letní program univerzity. Francesca ho pozve k sobě domů. Jak ale roste jeho popularita, rostou i jeho podezření. Paul Bobbymu řekne, že je nevinný. Funke začne pochybovat, jestli opravdu testy ukradl on nebo je obětí většího spiknutí.
Funke se proto rozhodne pátrat dál mezi Paulovými pochybnými přáteli, z nichž všichni jsou členy studentské rady. Zjistí, že jsou zapleteni do šíření drog. Studentská rada testy ukradla a měnila výsledky nejlepších studentů, aby tak rozšířila trh pro prodej výsledků a výkon povzbuzujících léků. Funke zjistí, že Paul nebyl součástí podvodu, ale vůdce skupiny Marlon Piazza to zařídil tak, aby byl Paul dopaden. Funke rovněž zjistí, že se o něj Francesca zajímá jen proto, aby ho odlákala od nalezení pravdy o loupeži. Francesca a Marlon, nevlastní sourozenci, jsou milenci.
Funke vše, co zjistil, skupině odhalí v kanceláři ředitele. Marlon hrozí, že vyhodí Funkeho z okna tak, aby to vypadalo jako sebevražda, ale jeho hrozby a zároveň přiznání jsou vysílány školním rozhlasem. Funkeho přátele ho zachrání od vyhození z okna a do pracovny vejde také Kirkpatrick, další studenti a Francesca. Ta se snaží získat znovu Funkeho důvěru. Ten ji ale odmítne a Francesca se tak musí podrobit ředitelovu trestu.

## Obsazení
| Reece Thompson      | Bobby Funke         |
| Bruce Willis        | ředitel Kirkpatrick |
| Mischa Barton       | Francesca Fachini   |
| Michael Rapaport    | Coach Z             |
| Kathryn Morris      | Nurse Platt         |
| Josh Pais           | señor Newell        |
| Patrick Taylor      | Paul Moore          |
| Luke Grimes         | Marlon Piazza       |
| Michael Zegen       | Stephen Lohman      |
| Melonie Diaz        | Clara               |
| Zoe Kravitz         | Valerie             |
| Marc John Jefferies | Elliott Duncan      |
| Zachary Booth       | Rocky               |
| Aaron Himelstein    | Tad Goltz           |